# Occoquan (fiume)
Il fiume Occoquan è un affluente del fiume Potomac situato in Virginia del Nord, nella regione degli Stati del Medio Atlantico negli Stati Uniti d'America. Il fiume è lungo 39,8 km. e il suo bacino si estende per circa 1.528 km².
Si forma dalla confluenza di due fiumi: il Broad Run e il Cedar Run; un terzo fiume, il Bull Run, vi si immette a est di Manassas, mentre l'Occoquan gira a sud-est.
Il nome Occoquan deriva da una parola della tribù dei Doeg che in lingua algonchina significa "alla fine della acqua".
Il fiume è una zona panoramica e molte scuole superiori locali e università usano il fiume per praticare il canottaggio.